# Böddiger Berg

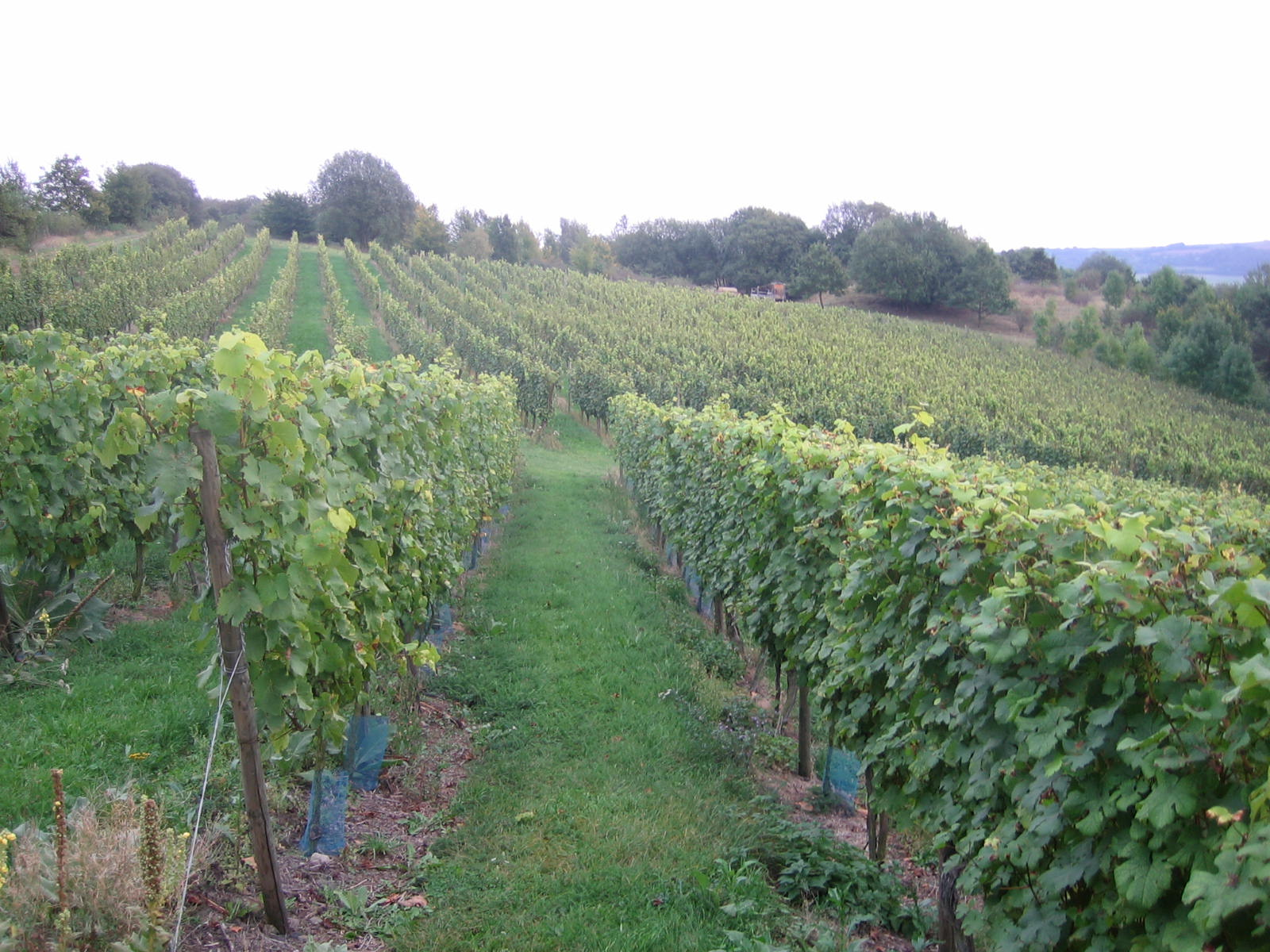
Böddiger Berg

Der Böddiger Berg ist eine 1,2 Hektar große großlagenfreie  Rheingauer Weinlage. Sie liegt in der Gemarkung Böddiger der Stadt Felsberg an der Eder und ist die nördlichste und zugleich östlichste offiziell anerkannte Weinlage im Bestimmten Anbaugebiet Rheingau und in Hessen. Er war einer der ersten ökologischen Weinberge in Deutschland.

## Geschichte

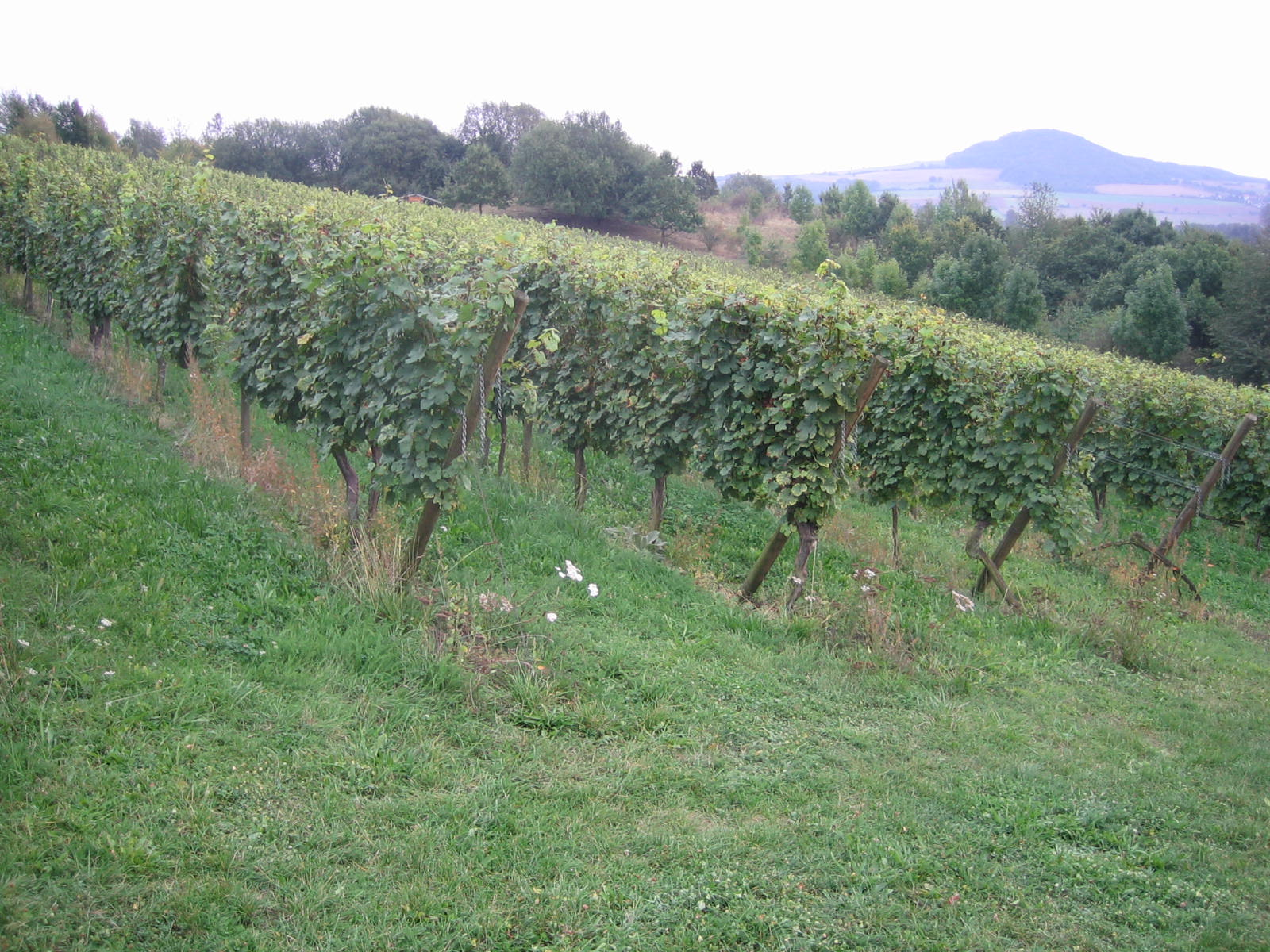
Böddiger Berg mit dem Heiligenberg im Hintergrund

Traditionell wurde in der Region Nordhessen schon seit Jahrhunderten Wein angebaut. Anfang der 1950er Jahre kultivierte der Bauunternehmer Georg Angersbach eine Südwest-Lage nördlich des 51. Breitengrads an einem Hang bei Felsberg. Auf den Terrassen baute er die Rebsorten Riesling, Ehrenfelser und Müller-Thurgau an. Der Pionier des ökologischen Weinbaus erzielte überraschende Ergebnisse, da sich die Produkte des Weinbergs durch eine herbe Säure und eine fruchtige Frische auszeichneten.
Ende der 1970er Jahre versuchte das Weinbauamt Eltville, den weiteren Anbau von Wein zu unterbinden, scheiterte jedoch vor Gericht. Böddiger Berg durfte sich seitdem „nördlichster Weinberg Deutschlands“ nennen. Mit der Wiedervereinigung 1990 wurde dann die Saale-Unstruth-Region zum nördlichsten Weinanbaugebiet. Aufgrund der globalen Erwärmung wird inzwischen jedoch sogar auf einzelnen Nordsee-Inseln Wein angebaut.
Der regionale Erfolg des Weins ermöglichte dem Winzer, den Wein zunächst in einer Straußwirtschaft und später in seiner eigenen Weingaststätte Fröhlicher Weinberg direkt zu vermarkten. Gekeltert und ausgebaut wurde der Wein im eigenen Weinkeller. Das Wirtschaftsjahr begann mit der manuellen Lese, und ein im Weinberg angebauter Federweißer wurde im Lokal ausgeschenkt. Witterungsbedingte Ernteausfälle Mitte der 1970er Jahre brachten das Weingut in finanzielle Schwierigkeiten.
Seit 1979 wird das Weingut vom Drogenhilfe Nordhessen e.V. als Therapieeinrichtung genutzt. Unterstützt wird diese vom Hessischen Sozialministerium. Der Weinbau am Böddiger Berg wurde zunächst eingestellt.

## Weinbau
Seit 1993 wird der Weinbau von dem Förderverein Böddiger-Berg e.V. als ökologischer Weinbau fortgesetzt. Überwiegend werden die Rebsorten Ehrenfelser, daneben aber auch Riesling, Silvaner und Kerner auf einem Untergrund bestehend aus Lava-Basaltgestein kultiviert. Der Wein wird nach der Lese zu den Hessischen Staatsweingütern Kloster Eberbach nach Eltville transportiert und dort gekeltert, ausgebaut und auf Flaschen gezogen. 1999 hat man einen Jahrhundertwein geerntet. 9750 kg Trauben wurden gelesen. Bei durchschnittlich 76 bis 78 Grad Öchsle und 10,1 Gramm natürlicher Säure pro Liter verfehlte der Wein nur knapp das Prädikat Kabinett. 2000 wurde die erste Weinkönigin gekrönt.
Aufgrund von Frost und Schädlingen kam es 2021 zu einem kompletten Ernteausfall.
Der Wein ist charakterisiert durch seine Gradlinigkeit im Ausdruck. Mit feinem Säurespiel überrascht der Wein durch fruchtige Frische und ein harmonisch ausgewogenes Verhältnis von Trockenheit und Restsüße. Aufgezogen wird der Wein in die Flasche Rheingauer Flöte.
Aus Teilen der Ernte werden auch Sekt und Weinbrand erzeugt.